# 陈国公主 (宋哲宗)
陈国公主（？—1117年），宋哲宗次女。
宋哲宗始封德康公主，进封瀛国、荣国公主。大观四年（1110年），下嫁石端礼，徙陈国公主。政和年间改淑和帝姬。政和七年（1117年）薨。諡號靖懿。